# Evigt elskes kun det tabte
Evigt elskes kun det tabte er en dansk kortfilm fra 2008 med instruktion og manuskript af Peter Hagelund.

## Handling
Julie har truffet et valg. Hun har forladt sin kæreste til fordel for tanken om en anden mand, og at livet altid er bedre der, hvor man ikke er. Efter at have truffet sit valg hjemsøges Julie af erindringer og fantasi og konfronteres derved med sit valg, som hun til slut får muligheden for at ændre.

## Medvirkende
- Marie Vestergård Jacobsen - Julie
- Johannes Lassen - Esben
- Peter Christoffersen - Christoffer